# Legion: Hacking Anonymous
Legion: Hacking Anonymous ist ein deutschsprachiger Podcast, produziert von rbb, NDR und Undone. Er behandelt die Rolle von Anonymous zur Zeit des Russland-Ukraine Konflikts und gibt Einblicke in die Welt der Hacker, Geheimdienste und Aktivisten.
Die erste Folge erschien am 23. Oktober 2022 auf diversen Podcastplattformen, u. a. auf Spotify und in der ARD Audiothek. Die erste Staffel endete am 20. November 2022 mit der sechsten Folge. 

## Moderation
Moderiert wird der im Stil einer Dokumentation gehaltene Podcast von Khesrau Behroz.

Unterbrochen werden seine Beiträge durch Berichte und Interviews von Journalisten, welche sich u. a. in Warschau oder Krakau mit Mitgliedern von Anonymous oder anderen Hackerkollektiven treffen. 

## Titelbild
Das Titelbild des Podcast zeigt eine Gruppe von verschiedenen Menschen, die alle eine Guy Fawkes Maske tragen.

## Inhalt
In den ersten Folgen geht es um die Kriegserklärung von Anonymous gegenüber Wladimir Putin und um Robert, einen deutschen Aktivisten und ehemaliges Mitglied von Anonymous.

Robert berichtet von seiner persönlichen Verbundenheit zur Ukraine, seiner Wut auf Putin und seinem „eigenen Feldzug“ gegen Russland. 

Im Laufe des Podcasts werden immer wieder einzelne Cyberattacken vorgestellt und die Leute hinter den Angriffen zu ihren Motiven und Vorgehensweisen befragt. 

Es geht aber nicht nur um aktuelle Ereignisse, sondern auch um die Entstehung von Anonymous und frühere Operationen.
So behandelt die zweite Folge u. a. die Einmischung von Anonymous in Ägypten und die Unterstützung der Protestbewegung.

## Experten
Im Laufe des Podcasts folgen wiederholt Interviews mit Experten, so auch mit dem Cybersicherheitsexperten für kritische Infrastruktur Manuel Atug.

## Musik
Die Musik stammt von Tim Schwerdter.